# هيروكوني موتو
هيروكوني موتو (مواليد 9 مارس 1970) هو ملاكم ياباني، مثّل بلاده في الألعاب الأولمبية الصيفية 1996.

## روابط خارجية
هيروكوني موتو على موقع أوليمبيديا (الإنجليزية)